# 387. Infanterie-Division (Wehrmacht)
La 387. Infanterie-Division fu una divisione dell'esercito tedesco attiva durante la seconda guerra mondiale che venne creata nel 1942 e fu schierata lungo il fronte orientale dove fu distrutta nel 1944.

## Storia
La divisione fu costituita il 1º febbraio 1942, nell'area di addestramento militare di Döllersheim e fu inviata sul fronte orientale e impiegata nei combattimenti nell'area meridionale del fronte con l'Heersgruppe Süd. Da aprile a giugno 1942 fu attiva attorno a Kursk e Voronezh, quando l'esercito sovietico lanciò l'Operazione Urano combatté sul Don, subendo numerose perdite tra dicembre 1942 e gennaio 1943 tra cui il comandante stesso della divisione, Arno Jahr, che fu ucciso il 20 gennaio 1943.
La divisione fu distrutta vicino a Rossosh e con l'ordine del 17 febbraio 1943, fu formata un'unità da combattimento delle dimensioni di un reggimento dai resti della 385. Infanterie-Division e della 387. Infanterie-Division, che servì come base per una nuova 387. Infanterie-Division. La divisione venne definitivamente riorganizzata il 25 marzo 1943 e tornò sul fronte orientale a luglio per scontrarsi contro le truppe dell'armata rossa sul Donec. Tentò poi di resistere all'avanzata sovietica dell'agosto-settembre 1943 a sud di Kharkov e alla fine dell'anno stava difendendo l'area tra Nikopol e Krivoi Rog, dove fu distrutta. La divisione venne sciolta il 13 marzo 1944 ed i suoi resti formarono il Regimentsgruppe 387 che fu integrato nella 258. Infanterie-Division, che fu poi distrutta durante i combattimenti in Romania nell'agosto del 1944; il suo quartier generale fu trasferito alla 98. Infanterie-Division.

## Ordine di battaglia
387. Infanterie-Division 1942
- Infanterie-Regiment 541
- Infanterie-Regiment 542
- Infanterie-Regiment 543
- Artillerie-Abteilung 387
- Panzerjäger-Abteilung 387
- Pionier-Bataillon 387
- Infanterie-Divisions-Nachrichten-Abteilung 387
- Kommandeur der Infanterie-Divisions-Nachschubtruppen 387

387. Infanterie-Division 1944
- Grenadier-Regiment 525
- Grenadier-Regiment 537
- Grenadier-Regiment 542
- Artillerie-Abteilung 387
- Divisions-Füsilier-Bataillon 387
- Feldersatz-Bataillon 387
- Panzerjäger-Abteilung 387
- Pionier-Bataillon 387
- Infanterie-Divisions-Nachrichten-Abteilung 387
- Kommandeur der Infanterie-Divisions-Nachschubtruppen 387

## Decorazioni
Alcuni soldati della 387. Infanterie-division furono premiati per le loro azioni in guerra:
- Croce Tedesca
  - in oro: 10
- Croce di Cavaliere della croce di ferro: 5
  - Croce di Cavaliere con foglie di quercia:

## Comandanti
- Generalleutnant Arno Jahr (1º febbraio 1942 - 15 febbraio 1943)
- Generalmajor Eberhard von Schuckmann (15 febbraio 1943 - 6 maggio 1943)
- Generalleutnant Erwin Menny (6 maggio 1943 - 10 luglio 1943)
- Generalmajor Eberhard von Schuckmann (10 luglio 1943 - 12 ottobre 1943)
- Generalmajor Werner von Eichstätt (12 ottobre 1943 - 24 dicembre 1943)
- Generalmajor Eberhard von Schuckmann (24 dicembre 1943 - 13 marzo 1944)[1]